# Doktor Iosifovo, Montana
Doktor Iosifovo (în bulgară Доктор Йосифово) este un sat în comuna Montana, regiunea Montana,  Bulgaria. 

## Demografie
Componența etnică a satului Doktor Iosifovo
     Romi (38,04%)
     Nicio identificare (4,66%)
     Bulgari (57,28%)
     Turci (0%)
La recensământul din 2011, populația satului Doktor Iosifovo era de 707 locuitori. Din punct de vedere etnic, majoritatea locuitorilor (57,28%) erau bulgari, cu o minoritate de romi (38,04%). Pentru 4,66% din locuitori nu este cunoscută apartenența etnică.